# 2014년 롯데 자이언츠 시즌
2014년 롯데 자이언츠 시즌은 롯데 자이언츠가 KBO 리그에 참가한 33번째 시즌이다. 김시진 감독이 팀을 이끈 마지막 시즌으로, 박준서가 주장을 맡았다. 팀은 노쇠해진 마운드, 신인 발굴의 부족, 코칭스태프-선수단-프런트의 갈등이 분출된 점 포지션 교통정리를 못한 점 탓인지  9팀 중 정규시즌 7위에 그쳐 포스트시즌 진출에 실패했다.
한편, 2013년부터 NC 다이노스의 홈구장으로 사용된 마산종합운동장 야구장 대신 울산문수야구장이 제 2홈구장으로 개장됐는데 이 구장 이전까지 울산에는 한동안 정규 야구장이 없었으며 이로 인해 2005년 개최된 전국체전 야구 경기는 부산 구덕야구장에서  열렸고 뒷날 2022년 전국체전을 위해 울산 중구야구장이 개장됐다.

## 타이틀
- 인천 아시안 게임 금메달: 강민호, 황재균, 손아섭
- KBO 골든글러브: 손아섭 (외야수)
- ADT캡스 수비상: 손아섭 (우익수)
- 한국갤럽 선정 가장 좋아하는 한국인 야구선수 5위: 강민호
- 국민체육진흥공단 선정 한국프로야구 역대 최고의 용병 Best 5: 호세, 가르시아
- 올스타 선발: 손아섭 (외야수), 히메네스 (지명타자)
- 올스타전 추천선수: 장원준, 김승회, 강민호, 황재균
- 올스타전 번트왕 우승: 손아섭
- 출장(타자): 황재균 (128)
- 출장(야수): 황재균 (128)
- 선발 출전(야수): 황재균 (127)
- 고의4구: 손아섭 (7)
- 선발등판: 옥스프링 (31)
- 견제 아웃: 옥스프링 (5)

### 퓨처스리그
- 퓨처스 올스타: 송주은, 김준태, 이창진, 백동훈
- 남부리그 3루타: 백동훈 (7)

## 선수단
- 선발투수: 옥스프링, 장원준, 유먼, 송승준
- 구원투수: 정대현, 강영식, 이정민, 홍성민, 김사율, 배장호, 이명우, 문동욱, 허준혁, 이인복, 이상화, 강승현, 김성배
- 마무리투수: 김승회, 최대성, 심규범, 구승민, 김유영, 심수창
- 포수: 강민호, 장성우, 용덕한, 김사훈
- 1루수: 히메네스, 박종윤
- 2루수: 정훈, 박준서, 손용석
- 유격수: 문규현, 신본기, 오태곤, 황진수, 박기혁
- 3루수: 황재균, 이창진
- 좌익수: 김민하, 하준호, 임종혁, 고도현, 조홍석, 황동채, 김대우, 김주현, 김문호
- 중견수: 전준우, 이우민
- 우익수: 손아섭, 백동훈
- 지명타자: 최준석, 장성호, 조성환

## 여담
- 홈구장인 사직 야구장의 좌석 수가 기존 28000석에서 27500석으로 줄어들었다.
- 울산 문수 야구장을 제2홈구장으로 쓴 첫 시즌이다.
- 이 시즌에 입단한 지명타자 히메네스는 KBO 리그 역대 1군 출전 경험이 있는 선수 중 가나다순으로 가장 뒤에 위치한다.
- 히메네스는 4월 10일 LG 트윈스와의 경기에서 정찬헌을 상대로 끝내기 홈런을 쳐 KBO 리그 사상 최초로 KBO 데뷔 첫 안타를 끝내기 홈런으로 친 외국인 선수가 되었다.
- 5월 31일 두산 베어스와의 경기에서 팀은 29안타를 치며 KBO 리그 역대 한 경기 최다 안타 기록을 세웠다.
- 9월 22일에 고양 원더스 소속이었던 이병용과 안형권을 영입했다. 이는 고양 원더스 해체 후 고양 원더스 소속이었던 선수들을 영입한 최초의 사례다.
- 구승민은 8월 9일 KIA 타이거즈와의 경기에 등판한 것이 데뷔전이자 해당 시즌 유일한 등판이었는데, 0.2이닝 1탈삼진 무실점으로 KBO 리그 역대 3번째 단일 시즌 탈삼진률 100%를 달성했다. 0.2이닝동안 1탈삼진임에도 탈삼진률이 100%로 기록된 이유는 당시 타자 주자를 삼진으로 잡아낸 직후 1루 주자가 도루 실패로 아웃되었디 때문이다.
- 구승민은 후반기 스트라이크 중 파울 비율 75%로 2013년 이후 KBO 리그 단일 시즌 후반기 최다 기록을 세웠다.
- 옥스프링은 2루타 48개를 허용해 2013년 이후 KBO 리그에서 단일 시즌에 2루타를 가장 많이 맞은 투수가 되었다.
- 유먼은 이 시즌 2013년 이후 KBO 리그에서 규정 이닝을 채운 투수 중 단일 시즌 루킹 스트라이크 비율이 가장 낮았다. 또한 루킹 삼진 8개에 그쳐 2013년 이후 규정 이닝을 채운 투수 중 최저 기록을 세웠다.
- 정훈은 정확히 wRC+ 100.0을 기록했다.
- 박종윤은 2013년 이후 KBO 리그 역대 단일 시즌 규정 타석 충족 타자 중 타석 당 잔루를 가장 많이 남긴 타자가 되었다.
- 손아섭은 밀어친 타구 타율 0.485로 2013년 이후 규정 타석 충족 타자 중 단일 시즌 최고 기록을 세웠다.
- 최준석은 상대 투수 루킹+헛스윙 스트라이크 허용 비율 32.3%로 2013년 이후 규정 타석 충족 타자 중 단일 시즌 최고 기록을 세웠다.
- 최준석은 스윙 비율 30.2%, 스트라이크 존 내 투구 스윙 비율 44.8%로 2013년 이후 규정 타석 충족 타자 중 단일 시즌 최저 기록을 세웠다.
- 손아섭은 외야 보살 15개로 2013년 이후 KBO 리그 역대 단일 시즌 최다 기록을 세웠다.
- 김시진 감독은 이 시즌이 감독 커리어 마지막 시즌인데, 총 7시즌의 감독 커리어 사상 포스트시즌에 한 번도 진출하지 못해 KBO 리그 역대 포스트시즌 진출 경험이 없는 감독 중 가장 많은 시즌을 소화한 감독이 되었다.

## 같이 보기
- 2015년 롯데 자이언츠 시즌